# Brajiliv
Brajiliv (ukrajinsky Браїлів, rusky Браилов – Brailov, polsky Brajłów) je sídlo městského typu ve Vinnycké oblasti na Ukrajině. K roku 2014 v něm žilo bezmála pět tisíc obyvatel.

## Poloha a doprava
Brajiliv leží na Rivu, pravém přítoku Jižního Bugu v úmoří Černého moře. Patří do Žmerynského rajónu a od Žmerynky, správního střediska rajónu, je vzdálen přibližně jedenáct kilometrů severovýchodně. Od Vinnycji, správního střediska oblasti, je vzdálen přibližně sedmatřicet kilometrů jihozápadně.

## Dějiny
První zmínka o obci je z roku 1440. Od roku 1972 má status sídla městského typu.

### Rodáci
- Mykola Andrijovyč Malko (1883–1961), ukrajinský dirigent
- Jisra'el Galili (1911–1986), izraelský politik